# 斯特凡·普雷达
斯特凡·普雷达（羅馬尼亞語：Ștefan Preda，1970年6月18日—），罗马尼亚男子足球运动员，司职守门员。他曾代表罗马尼亚国家队参加1994年国际足联世界杯，结果队伍止步八强。